# Mycalesis hyperanthus
Mycalesis hyperanthus är en fjärilsart som beskrevs av George Thomas Bethune-Baker 1908. Mycalesis hyperanthus ingår i släktet Mycalesis och familjen praktfjärilar. Inga underarter finns listade i Catalogue of Life.

## Bildgalleri

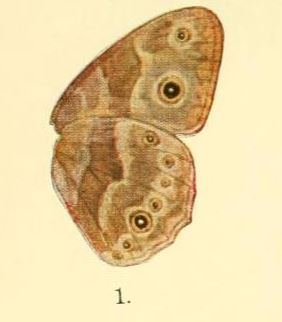